# Пенза (река)
Пе́нза — река в Пензенской области, левый приток Суры.

## Этимология
Существует несколько гипотез о происхождении гидронима Пенза. Согласно одной, название происходит от мордовских слов со значением «край, конец, граница, конец пути» либо «топкая, болотистая». По версии П. В. Зимина, название происходит от пра-финно-угорского слова «пересыхающая» и прамарийского «ручей». Также название могло происходить от личного мужского древнемордовского имени Пиянза, Пьянза.

## Основные данные

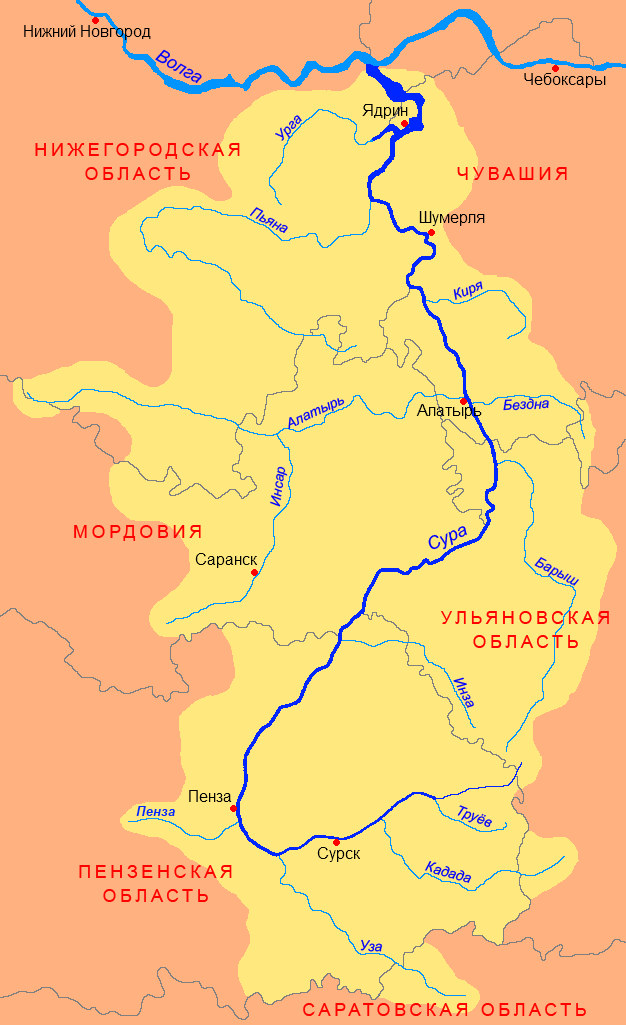
Бассейн Суры

Река Пенза берёт начало на Керенско-Чембарской возвышенности вблизи села Черенцовка Пензенского района, а впадает в реку Суру в южной части города Пензы. Длина 78 км, площадь водосборного бассейна — 1370 км². Течёт по холмистой, пересеченной оврагами местности. Русло извилистое, песчаное. Протекает преимущественно по открытым ландшафтам. Ширина русла в среднем течении в межень 14—16 м, в половодье увеличивается до 30—40 м. Средняя скорость течения в районе совхоза «Ардымский» в межень 0,1—0,3 м/с, в половодье до 1,5—1,8 м/с. Средняя величина падения уровня 1,4 м на 1 км. Средний годовой расход воды составляет 3,5 м³/с, в половодье увеличивается до 150—200 м³/с, в межень уменьшается до 0,6—0,8 м³/с. Замерзает в начале декабря, вскрывается в начале апреля. Иногда (как, например, в картах Googlemaps) верховье реки Пензы называют Пензяткой, что неверно. Река Пензятка впадает в реку Пензу вблизи географического центра Пензенской области недалеко от села Загоскино.

## Река Пенза в городе Пензе
На левом берегу реки Пензы в 1663 году был основан город Пенза, получивший от неё своё название. До апреля 1943 года река Пенза впадала в реку Суру на 4,5 км севернее современного устья. В апреле 1943 года река Сура прорвала Куриловскую плотину и стала протекать в Пензе по бывшему руслу реки Пензы, а в бывшем русле Суры сохранилась группа водоёмов, которые теперь называют Старой Сурой. С тех пор Пензу зовут городом на Суре. Вследствие изменения русла Суры в городе Пензе имеет место «загадочное» название улицы Набережная реки Пензы, которая проходит вдоль берега реки Суры за 3 км от берегов реки Пензы, а улица Набережная реки Суры идёт лишь за 2 км от Бакунинского моста вниз по течению Суры, не захватывая парадную набережную Суры.
Путешествие по реке Пензе в начале XX столетия в художественной форме представлено на сайте Станислава Ткаченко.

## Притоки
| Расстояние от устья | Правый/левый | Название |
| ------------------- | ------------ | -------- |
| 5,8 км              | Правый       | Ардым    |
| 30 км               | Левый        | Вязовка  |
| 33 км               | Правый       | Елань    |
| 61 км               | Левый        | Пензятка |

## Данные водного реестра
По данным государственного водного реестра России относится к Верхневолжскому бассейновому округу, водохозяйственный участок реки — Сура от Сурского гидроузла и до устья реки Алатырь, речной подбассейн реки — Сура. Речной бассейн реки — (Верхняя) Волга до Куйбышевского водохранилища (без бассейна Оки).
Код объекта в государственном водном реестре — 08010500312110000035930.